# Amerikaanse presidentsverkiezingen 1924
De Amerikaanse presidentsverkiezingen van 1924 werden gehouden op 4 november 1924. Calvin Coolidge werd herkozen als President.

## Presidentskandidaten

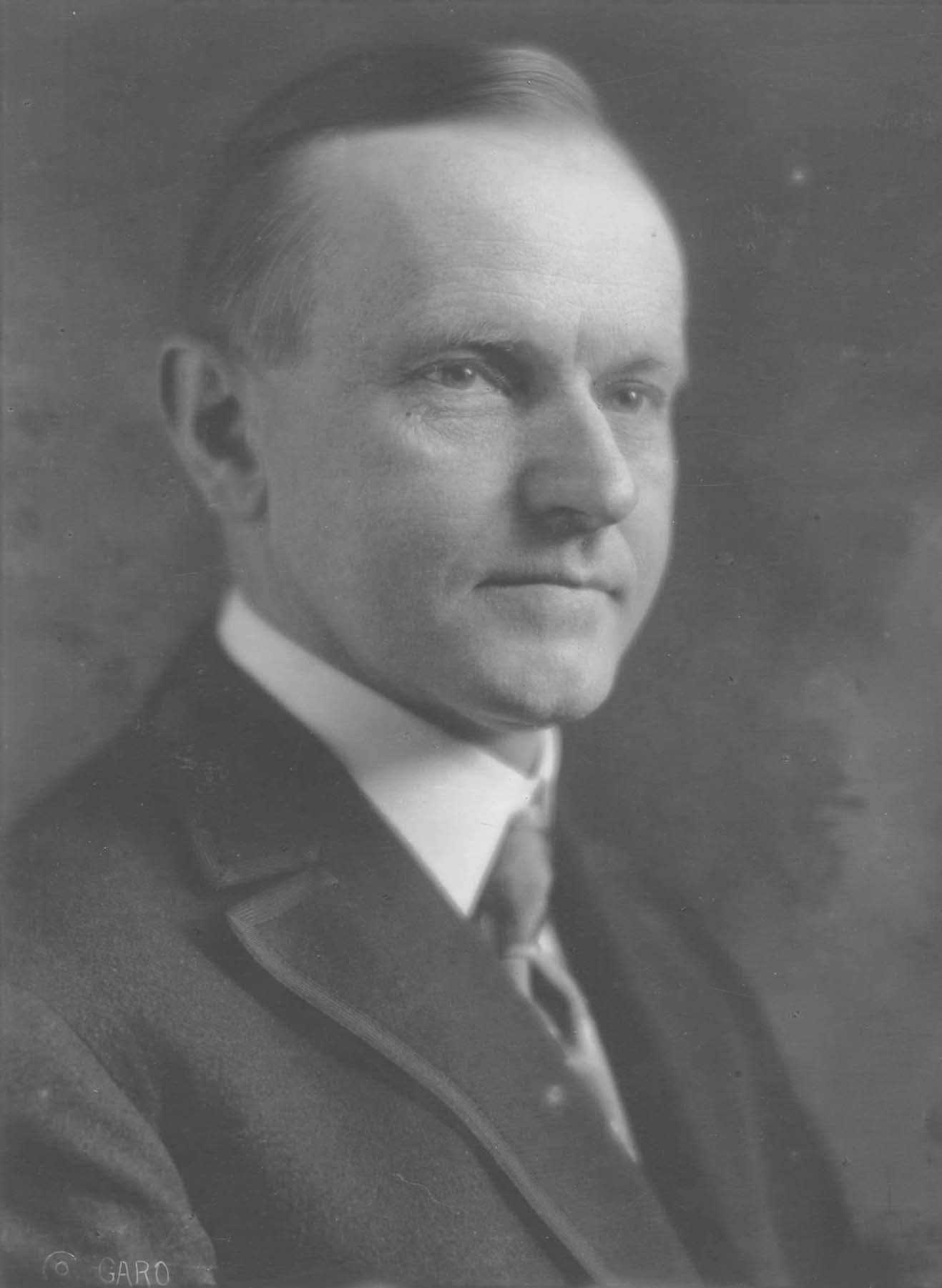
President Calvin Coolidge uit Massachusetts Republikeinse Partij
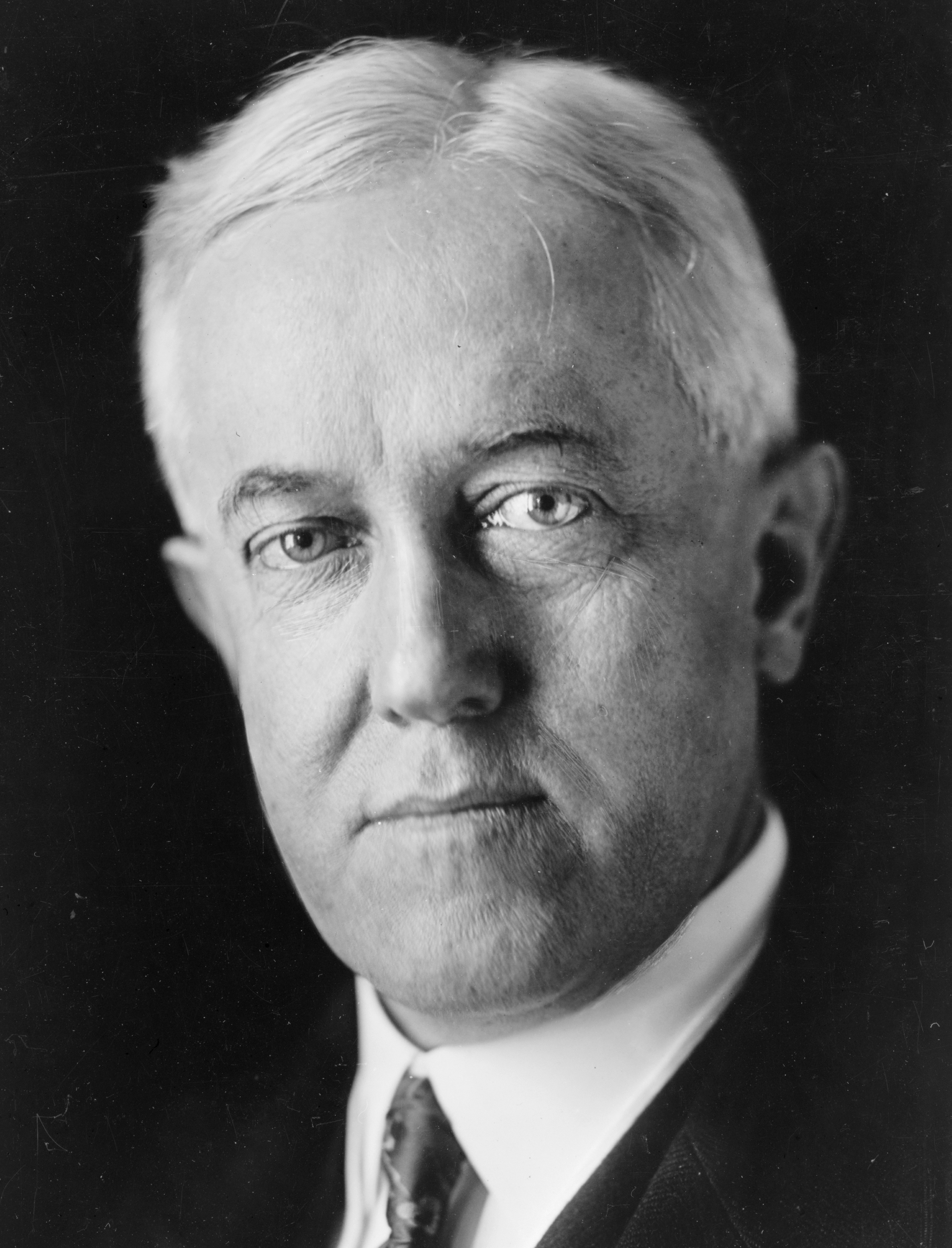
Voormalig Ambassadeur John Davis uit West Virginia Democratische Partij
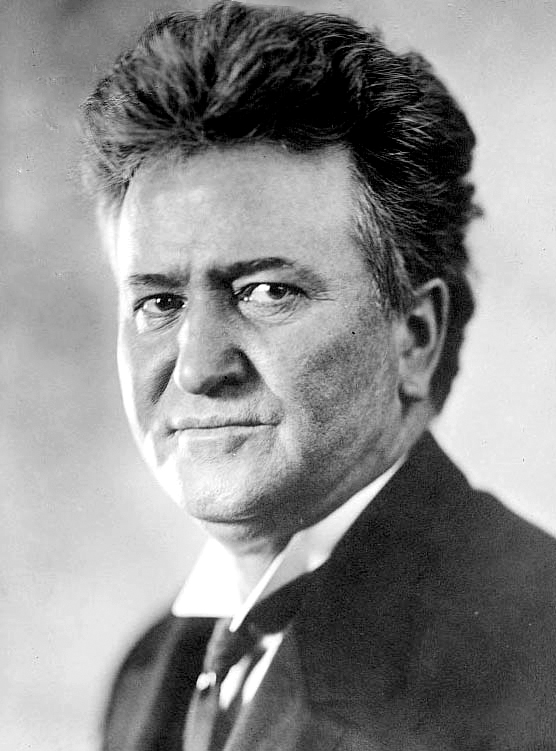
Senator Robert La Follette uit Wisconsin Progressieve Partij

- Voormalig 
 Ambassadeur 
 John Davis 
 uit West Virginia 
 Democratische Partij
- Senator 
 Robert La Follette 
 uit Wisconsin 
 Progressieve Partij

### Vicepresidentskandidaten
- Voormalig 
 Directeur van het 
 Bureau voor 
 Management en Budget 
 Charles Dawes 
 uit Illinois 
 Republikeinse Partij

Voormalig Directeur van het Bureau voor Management en Budget Charles Dawes uit Illinois Republikeinse Partij
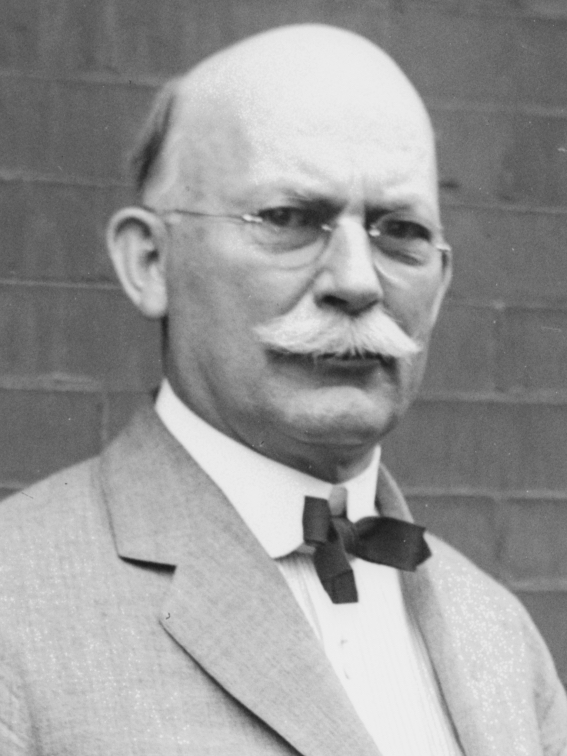
Gouverneur Charles Bryan uit Nebraska , broer van William Jennings Bryan
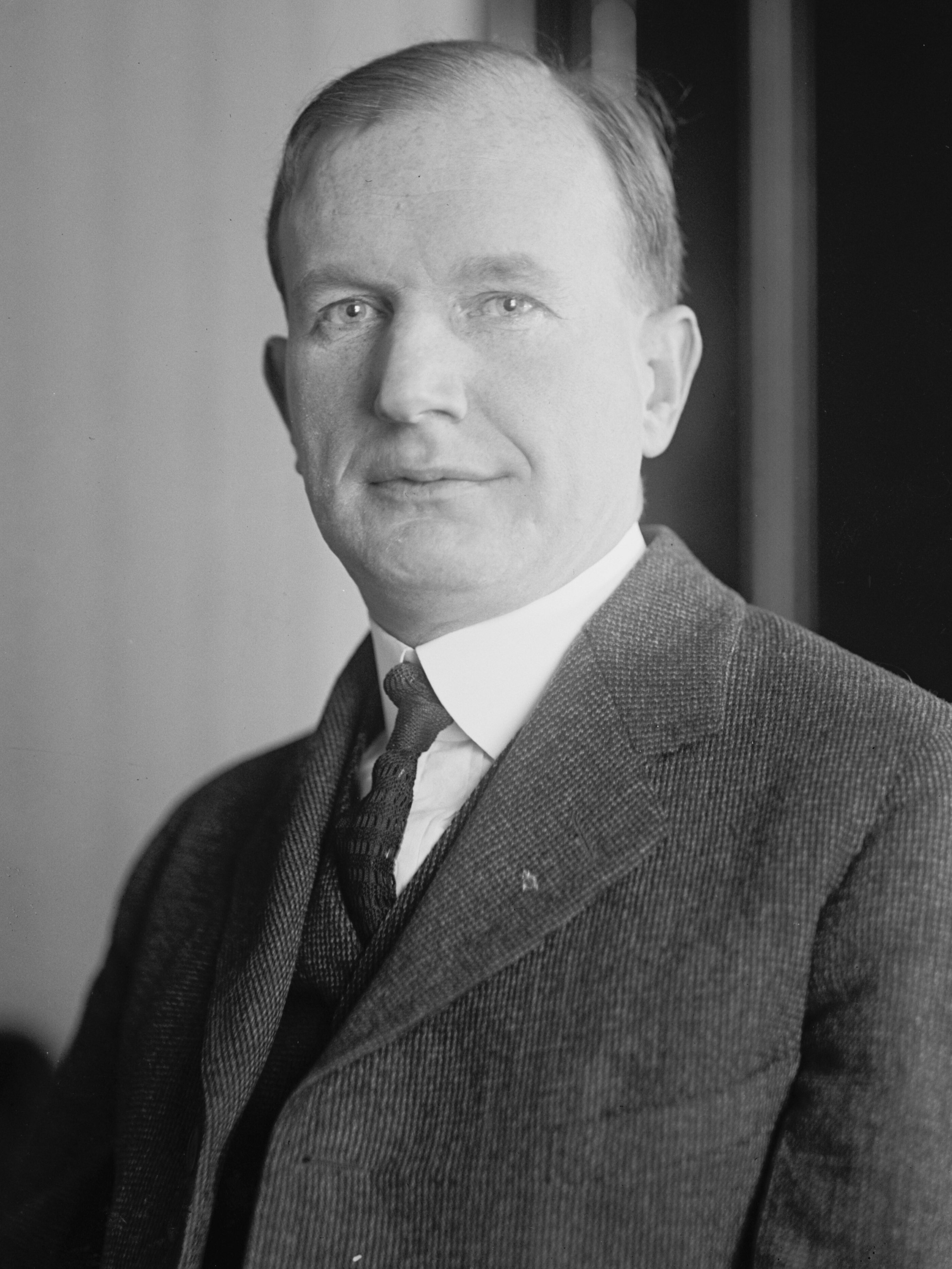
Senator Burton Wheeler uit Montana Progressieve Partij

- Senator 
 Burton Wheeler 
 uit Montana 
 Progressieve Partij

## Uitslag
| Naam            | Calvin Coolidge      | John Davis           | Robert La Follette  |
| Partij          | Republikeinse Partij | Democratische Partij | Progressieve Partij |
| Thuisstaat      | Massachusetts        | West Virginia        | Wisconsin           |
| Running mate    | Charles Dawes        | Charles Bryan        | Burton Wheeler      |
| Kiesmannen      | 382                  | 136                  | 13                  |
| Gewonnen staten | 35                   | 12                   | 1                   |
| Aantal stemmen  | 15.723.789           | 8.386.242            | 4.822.856           |
| Percentage      | 54,0%                | 28,8%                | 16,6%               |

1789 · 1792 · 1796 · 1800 · 1804 · 1808 · 1812 · 1816 · 1820 · 1824 · 1828 · 1832 · 1836 · 1840 · 1844 · 1848 · 1852 · 1856 · 1860 · 1864 · 1868 · 1872 · 1876 · 1880 · 1884 · 1888 · 1892 · 1896 · 1900 · 1904 · 1908 · 1912 · 1916 · 1920 · 1924 · 1928 · 1932 · 1936 · 1940 · 1944 · 1948 · 1952 · 1956 · 1960 · 1964 · 1968 · 1972 · 1976 · 1980 · 1984 · 1988 · 1992 · 1996 · 2000 · 2004 · 2008 · 2012 · 2016 · 2020 · 2024